# Dirka po Španiji 1972
Dirka po Španiji 1972 (špansko Vuelta a España 1972) je 27. izvedba dirke po Španiji, tritedenske moške cestne kolesarske etapne dirke. Začela se je 27. aprila v Fuengiroli in končala 14. maja v San Sebastiánu. Sodelovalo je 100 kolesarjev iz 10-ih ekip. Rumeno majico je prvič osvojil José Manuel Fuente, drugo mesto Miguel María Lasa (oba Kas–Kaskol), tretje pa Agustín Tamames (Werner). Zeleno majico je osvojil Domingo Perurena (Kas–Kaskol), modro in sivo majico José Manuel Fuente, rdečo majico pa Ventura Díaz (Werner).

## Ekipe
- Bic
- G.B.C.–Sony
- Goldor-IJsboerke
- Goudsmit–Hoff
- Karpy–Licor
- Kas–Kaskol
- La Casera–Peña Bahamontes
- Van Cauter–Magniflex–de Gribaldy
- Watney–Avia
- Werner

## Etape
| Etapa | Datum     | Štart/Cilj                    | Razdalja  | Tip       | Tip                  | Zmagovalec                  |
| ----- | --------- | ----------------------------- | --------- | --------- | -------------------- | --------------------------- |
| P     | 27. april | Fuengirola – Fuengirola       | 6 km      |           | posamični kronometer | René Pijnen (NED)           |
| 1     | 28. april | Fuengirola – Cabra            | 167 km    |           |                      | Miguel María Lasa (ESP)     |
| 2     | 29. april | Cabra – Granada               | 206 km    |           |                      | Gerard Vianen (NED)         |
| 3     | 30. april | Granada – Almería             | 181 km    |           |                      | Domingo Perurena (ESP)      |
| 4     | 1. maj    | Almería – Dehesa de Campoamor | 251 km    |           |                      | Ger Harings (NED)           |
| 5     | 2. maj    | Dehesa de Campoamor – Gandia  | 183 km    |           |                      | Pieter Nassen (BEL)         |
| 6a    | 3. maj    | Gandia – El Saler             | 120 km    |           |                      | Roger Kindt (BEL)           |
| 6b    | 3. maj    | El Saler – El Saler           | 6,5 km    |           | ekipni kronometer    | Kas–Kaskol                  |
| 7     | 4. maj    | Valencija – Vinaròs           | 181 km    |           |                      | Jos van der Vleuten (NED)   |
| 8     | 5. maj    | Vinaròs – Tarragona           | 189 km    |           |                      | Cees Koeken (NED)           |
| 9a    | 6. maj    | Tarragona – Barcelona         | 118 km    |           |                      | Ger Harings (NED)           |
| 9b    | 6. maj    | Barcelona – Barcelona         | 10 km     |           | posamični kronometer | Jesús Manzaneque (ESP)      |
| 10    | 7. maj    | Barcelona – Banyoles          | 192 km    |           |                      | Domingo Perurena (ESP)      |
| 11    | 8. maj    | Manresa – Zaragoza            | 259 km    |           |                      | Luis Balagué (ESP)          |
| 12    | 9. maj    | Zaragoza – Formigal           | 169 km    |           |                      | José Manuel Fuente (ESP)    |
| 13    | 10. maj   | Sangüesa – Arrate             | 201 km    |           |                      | Agustín Tamames (ESP)       |
| 14    | 11. maj   | Eibar – Bilbao                | 145 km    |           |                      | Miguel María Lasa (ESP)     |
| 15    | 12. maj   | Bilbao – Torrelavega          | 148 km    |           |                      | Gerard Vianen (NED)         |
| 16    | 13. maj   | Torrelavega – Vitoria         | 219 km    |           |                      | Agustín Tamames (ESP)       |
| 17a   | 14. maj   | Vitoria – San Sebastián       | 138 km    |           |                      | Jesús Aranzabal (ESP)       |
| 17b   | 14. maj   | San Sebastián – San Sebastián | 20 km     |           | posamični kronometer | José Antonio González (ESP) |
|       | Skupaj    | Skupaj                        | 3079,3 km | 3079,3 km | 3079,3 km            | 3079,3 km                   |

## Končna razvrstitev
| Legenda | Legenda                                    | Legenda | Legenda                          |
| ------- | ------------------------------------------ | ------- | -------------------------------- |
|         | Predstavlja vodilnega v skupnem seštevku   |         | Predstavlja vodilnega po točkah  |
|         | Predstavlja vodilnega v gorski razvrstitvi |         | Predstavlja vodilnega v šprintih |
|         | Predstavlja vodilnega v kombinaciji        |         |                                  |

### Rumena majica
| Poz. | Kolesar                    | Ekipa                     | Čas         |
| ---- | -------------------------- | ------------------------- | ----------- |
| 1    | José Manuel Fuente         | Kas–Kaskol                | 82h 34' 14" |
| 2    | Miguel María Lasa          | Kas–Kaskol                | + 6' 34"    |
| 3    | Agustín Tamames            | Werner                    | + 7' 00"    |
| 4    | Gonzalo Aja Barguin        | Karpy–Licor               | + 8' 07"    |
| 5    | José Antonio Gonzalez      | Kas–Kaskol                | + 8' 08s    |
| 6    | Domingo Perurena Tellechea | Kas–Kaskol                | + 8' 23"    |
| 7    | Jesús Manzaneque           | Kas–Kaskol                | + 8' 27"    |
| 8    | José Pesarrodona           | Kas–Kaskol                | + 8' 38"    |
| 9    | Désiré Letort              | Bic                       | + 8' 42"    |
| 10   | Bernard Labourdette        | Bic                       | + 8' 54"    |
| 11   | Andrés Oliva Sánchez       | La Casera–Peña Bahamontes |             |
| 12   | Vicente López Carril       | Kas–Kaskol                |             |
| 13   | Eduardo Castelló           | Karpy–Licor               |             |
| 14   | Ventura Díaz Arrey         | Werner                    |             |
| 15   | José Manuel Blanco         | Werner                    |             |
| 16   | José Luis Uribezubia       | Werner                    |             |
| 17   | Juan Zurano Jérez          | La Casera–Peña Bahamontes |             |
| 18   | Francisco Galdós Gauna     | Kas–Kaskol                |             |
| 19   | Santiago Lazcano Labaca    | Kas–Kaskol                |             |
| 20   | Eufronio Enrique Santos    | La Casera–Peña Bahamontes |             |
| 21   | Juan-Manuel Valls          | Karpy–Licor               |             |
| 22   | José Luis Abilleira        | La Casera–Peña Bahamontes |             |
| 23   | Leif Mortensen             | Bic                       |             |
| 24   | Silvano Schiavon           | G.B.C.–Sony               |             |
| 25   | Antonio Menéndez           | Karpy–Licor               |             |